# 아소화산박물관
아소화산박물관(阿蘇火山博物館)은 구마모토현 아소시에 있는 박물관이다. 아소산 쿠사센리에 위치하는 중심 시설로 부지 내에는 ‘오르골 쿄와고쿠’도 인접해 있다. 관리, 운영은 공익 재단법인 아소 화산 박물관 히사키 문화 재단이다.

## 개요
1982년에 아소산 관광 활성화의 일환으로 구 아소마치의 제안으로 설립된 시설이다. 아소 산은 일본을 대표하는 활화산이며, 상황에 따라 분화구 출입이 통제되기도 한다. 또한 날씨가 좋지 못할 때에는 분화구를 볼 수 없기 때문에 아소 산을 더 자세히 배울 수 있는 관람 대체 시설로서, 규슈산업교통이 아소마치의 보조를 받아 설립했다. 박물관 안에는 상시 전시되어 있는 화산 관련 전시품(용암 등)과 관련 상품 등도 준비되어 있다. 또한 이 시설에 의해 분화구에 카메라를 두 대 설치하고 현재의 화구 상황을 실시간으로 관찰할 수 있게 하고 있으며, 화구의 소리도 동시에 들을 수 있기 때문에 현장감보다 학술적인 화구 견학을 즐길 수 있다. 이 밖에 여름방학 기간 중과 연휴 기간 중에는 이벤트도 진행하고 있다.
그후 이 박물관 옆에 세계 오르골을 다수 갖추고 전시하는 ‘오르골 쿄와고쿠’(オルゴール響和国)도 병설하어 부가적인 관광 활성화를 도모했지만, 규슈산업교통 그룹의 경영 재건에 즈음해 사업의 매각 대상이 되었고, 2004년 3월에 박물관, 오르골 쿄와고쿠 모두 현지 기업인 아소제약에 양도되어 상속된 후 현재까지 운영되고 있다.
2008년부터 아소 화산 지형, 지질 유산을 지질공원으로 정비하는 가운데, 이 박물관은 거점 시설로 자리매김 되었다. 2011년에는 박물관에서 아소 지오 파크 추진실이 이전 설치되었다.

## 시설
1층과 2층, 3층 그리고 옥상의 전망대가 있으며, 나카 다케 분화구 벽에 2대의 카메라를 설치하고, 화구의 상황이 실시간으로 관찰할 수 있는 분화구 와이드 스크린이 있다. 분화구의 소리도 동시에 들을 수 있도록 하여 현장감을 추가하여 화구 견학을 즐길 수 있다.

### 1층
- 관광안내소(Tourist information)
- 패스트 푸드 레스토랑 (식사)
- 매점, 기념품점
- 아소 지오 파크 추진실

### 2층
- 상설 전시 코너
- 분화구의 현재 모습 (대형 스크린 설치 됨)
- 화산 지질 관련 다양한 제품을 전시
- 아소의 동식물 등
- 특설 이벤트 코너

### 3층
- 아소의 자연, 민속 행사 등을 소개한 대형 오면 스크린에 의한 영화 상영

옥상에는 쿠사센리와 나카다케를 볼 수 있는 전망대가 있고, 악천후에는 이곳도 폐쇄된다.

## 이용
- 개관 시간 : 9 : 00 ~ 17 : 00 (입관은 16:30까지)
- 휴관일 : 무휴
- 입장료 : 어른 840엔, 초등학생 이하 420엔
  - 단체할인 (전체 25명 이상) 어른 740엔, 고등학생 660엔, 중학생 580 엔, 초등학생 330 엔, 유아 280엔
  - 학교 행사 등으로 이용할 경우에는 25명 미만인 경우에도 단체 할인 적용
  - 장애인 어른 530엔, 초등학생 이하 23 엔 (장애인 수첩 또는 료육 수첩을 제시)
- 주차장 : 일반 차량 210대, 대형 버스 60대

## 교통
- 자동차

규슈 자동차도 구마모토 IC에서 국도57호를 거쳐 약 50분.
- 비행기

구마모토 공항에서 큐슈産交버스 규슈 횡단 버스로 약 60분. "쿠사센리"에서 하차. 또는 오이타 행 ‘메아리호’를 이용 후 아소 역 앞에서 아소 등산 버스로 갈아 타는 방법도 있다.
- 철도 · 버스

구마모토 교통 센터, 구마모토 역에서 위의 큐슈 횡단 버스에서 「쿠사센리」에서 하차, 또는 ‘메아리 호’ 이용 후 아소 역에서 환승. 또는 JR 호히 본선 아소 역 하차 후 환승.